# Фанкхаузер, Лукас
Лу́кас Фанкха́узер (нем. Lukas Fankhauser) — швейцарский кёрлингист.
В составе мужской сборной Швейцарии участник чемпионата мира 1990 (заняли шестое место). Чемпион Швейцарии среди мужчин.
Играл на позиции первого.

## Достижения
- Чемпионат Швейцарии по кёрлингу среди мужчин: золото (1990).

## Команды
| Сезон   | Четвёртый        | Третий     | Второй       | Первый           | Запасной | Турниры                      |
| ------- | ---------------- | ---------- | ------------ | ---------------- | -------- | ---------------------------- |
| 1989—90 | Даниэль Модель   | Бит Стефан | Марк Брюггер | Лукас Фанкхаузер |          | ЧШМ 1990 · ЧМ 1990 (6 место) |
| 1996—97 | Лукас Фанкхаузер | Denise Alt | Daniel Luthi | Karin Oldani     |          |                              |

(скипы выделены полужирным шрифтом)